# Eugène Jungers
Eugène Jacques Pierre Louis Jungers (19 de julio de 1888 - 17 de septiembre de 1958) fue un militar,  Gobernador General del Mandato de la Sociedad de Naciones de Ruanda-Urundi desde 1932-1946, y dirigente del Congo Belga de 1946 a 1951. Sucesor de Jean Paul Harroy, levantó dictadura en pleno mandato.